# Niall Andrews
Pour les articles homonymes, voir Andrews.
Niall Andrews, née le 19 août 1937 à Dublin et décédé le 16 octobre 2006 à Dublin, est un ancien homme politique irlandaise membre du Fianna Fáil. Il a été Teachta Dála et député européen. 

## Biographie
Niall Andrews est né à Dublin. Il y fait toutes ses études. Il est issu d’une famille très républicaine. Son père Todd Andrews participe à la guerre d’indépendance irlandaise puis à la guerre civile dans le camp des anti-traités. Son père est de même un des membres fondateurs du Fianna Fáil en 1926. Sa mère, Mary Coyle, est membre du Cumann na mBan.
Andrews est élu pour la première fois lors de élections générales de 1977 pour la circonscription électorale de Dublin South. Il est réélu à chaque élection jusqu’à son élection au Parlement européen en 1984. IL décide alors de se consacrer aux questions européennes. Il est député européen jusqu’à son retrait de la vie politique en 2004.
Il meurt d’un cancer à Dublin le 16 octobre 2006.